# زاك بيريز
زاك بيريز (بالإنجليزية: Zach Perez)‏ هو لاعب كرة قدم أمريكي في مركز الدفاع، ولد في 27 نوفمبر 1996 في إديسون ‏ في الولايات المتحدة. لعب مع ريتشموند كيكرز.